# Freek Koster
Freerk Hendrik (Freek) Koster (Winschoten, 24 oktober 1948) is een Nederlands jurist gespecialiseerd in het strafrecht en voormalig vicepresident van de Hoge Raad der Nederlanden.
Koster studeerde rechten aan de Rijksuniversiteit Groningen van 1966 tot 1971, waarna hij advocaat te Leeuwarden werd. Naast zijn werk als advocaat was hij onder andere lid en later voorzitter van de adviescommissie strafrecht van de Nederlandse Orde van Advocaten, redacteur van het tijdschrift Delikt en Delinkwent, plaatsvervangend lid van het Hof van Discipline en secretaris-penningmeester van de Nederlandse Juristen Vereniging.
Op 22 april 1991 werd Koster aanbevolen voor benoeming tot raadsheer in de Hoge Raad, ter vervanging van Sonja Boekman. De benoeming volgde op 5 december van dat jaar. In 2004 werd hij gepromoveerd tot vicepresident en voorzitter van de strafkamer, in verband met de benoeming van Willibrord Davids tot president van de Hoge Raad. De vrijgekomen positie van raadsheer werd opgevuld door Wilhelmina Thomassen, voormalig rechter bij het Europees Hof voor de Rechten van de Mens. Bij zijn afscheid in december 2011 werd Koster benoemd tot Officier in de Orde van Oranje-Nassau.
Na zijn vertrek bij de Hoge Raad was Koster betrokken bij het onderzoek naar het seksueel misbruik binnen de Rooms-Katholieke Kerk. Daarnaast is hij een niet onverdienstelijk organist.